# Ivete Garcia
Ivete Garcia (Santo André, 16 de março de 1962) é uma socióloga e política brasileira filiada ao Partido dos Trabalhadores. Foi vereadora, vice-prefeita e secretária municipal de Planejamento e Orçamento Participativo de Santo André além de secretária municipal adjunta de políticas para as mulheres de São Paulo, na gestão de seu correligionário Fernando Haddad.

## Vida
É casada com o jornalista, ex-prefeito de Franco da Rocha e Deputado Estadual Mário Maurici.

## Trajetória Política

### Assessora dos Direitos da Mulher de Santo André (1989-1992)
Em 1989 foi convidada pelo então prefeito de Santo André, Celso Daniel para assumir o cargo de Assessora dos Direitos da Mulher da prefeitura municipal, cargo que exerceu até dezembro de 1992, no fim da administração do prefeito. Durante este período Ivete idealizou o Movimento Fé-minina que tinha como propósito promover a organização de mulheres afim de realizar reivindicações para o executivo local de políticas para a superação das desigualdades entre homens e mulheres e serviços de atendimento para mulheres.
Durante sua passagem pela assessoria, em 1991, foi implementado o primeiro encontro de mulheres de Santo André, iniciativa que se tornou permanente na prefeitura com o passar dos anos.

### Vereadora de Santo André (1997-2004)
Ivete foi eleita vereadora por duas vezes, em 1996 com 5.678 votos, alcançando o terceiro lugar e reeleita em 2000 com 5.294 votos, representando 1,44% do eleitorado total. durante seu segundo mandato de vereadora, foi eleita para o biênio 2003-2004 a primeira mulher e única até a atualidade presidente da Câmara Municipal de Santo André.

#### Prefeita Interina
Foi a primeira mulher a chefiar o executivo andreense, de forma interina na condição de presidente da Câmara Municipal após o então prefeito titular João Avamileno, que a época não tinha vice, devido ao fato de ter sido vice de Celso Daniel, assassinado em 2002, pedir afastamento do cargo por 10 dias, a partir do dia 8 de março de 2004, como forma de homenagear Ivete e às mulheres de Santo André, pelo dia internacional da Mulher.

### Vice-prefeita de Santo André (2005-2008)
Em 2004 foi candidata a Vice-prefeita na chapa do então prefeito João Avamileno que concorreria a reeleição, Avamileno havia sido eleito Vice-prefeito de Celso Daniel em 1996 e reeleito em 2000 e após o seu assassinato, em janeiro de 2002 assumiu a titularidade do mandato. Ivete e Avamileno foram eleitos em segundo turno, com 203.321 votos, que representavam 53,48% do eleitorado total, derrotando o ex-prefeito Newton Brandão, candidato do Partido da Social Democracia Brasileira.
No dia 1.º de janeiro de 2005, além de vice-prefeita, Ivete foi nomeada por Avamileno como titular da pasta de Planejamento e Orçamento Participativo, cargo que exerceu até novembro de 2007, após pedir afastamento do cargo junto a outros 12 secretários, insatisfeitos com o posicionamento do prefeito em relação ao pleito municipal de 2008.

### Secretária Adjunta de Políticas Para As Mulheres de São Paulo
Em novembro de 2013 Ivete é nomeada pelo então prefeito de São Paulo, Fernando Haddad como Secretária Adjunta de Política Para as Mulheres, cargo que permaneceu até abril de 2014 quando voltou a chefiar o gabinete do Deputado federal Rui Falcão, em Brasília.

## Controvérsias

### Prévias do PT de Santo André em 2008
Em 2008 Ivete colocou seu nome a disposição para a candidatura do PT a sucessão de João Avamileno na prefeitura de Santo André, apoiada pelos vereadores do PT Maria Ferreira de Souza, do José Montoro Filho, o Montorinho, pelo então deputado federal Professor Luizinho e pelo então secretariado do paço municipal, tendo como único candidato oponente, o então Deputado Estadual Vanderlei Siraque, candidato apoiado pelo então prefeito municipal.
No primeiro turno da disputa interna do partido, Ivete venceu com 1.076 votos contra 1.069 de Siraque, já no segundo turno foi derrotada com 1.215 votos contra os 1.237 obtidos por Siraque.
A derrota de Ivete nas prévias do PT ocasionou a debandada de todo o secretariado da Prefeitura de Santo André, que enviou uma carta de demissão coletiva ao prefeito João Avamileno, incluindo ela mesma, que exercia o cargo de Secretária de Planejamento e Orçamento Participativo além do de Vice-prefeita.

## Desempenho Eleitoral
| Ano  | Eleição                  | Cargo         | Partido                                                | Partido | Coligação           | Titular | Votos para Ivete | Votos para Ivete | Votos para Ivete | Votos para Ivete | Resultado | Ref.   |
| Ano  | Eleição                  | Cargo         | Partido                                                | Partido | Coligação           | Titular | T.               | Total            | %                | P.               | Resultado | Ref.   |
| ---- | ------------------------ | ------------- | ------------------------------------------------------ | ------- | ------------------- | ------- | ---------------- | ---------------- | ---------------- | ---------------- | --------- | ------ |
| 1996 | Municipal de Santo André | Vereadora     |                                                        | PT      | Partido Isolado     | —       | 1°               | 5.678            | 1,45%            | 3°               | Eleita    | [ 18 ] |
| 2000 | Municipal de Santo André | Vereadora     | PT, PCdoB                                              | PT      | 1°                  | —       | 5.294            | 1,44%            | 8°               | Eleita           | [ 19 ]    |        |
| 2004 | Municipal de Santo André | Vice-prefeita | Santo André Continuando a Mudança (PT, PCB, PV, PCdoB) | PT      | João Avamileno (PT) | 1°      | 176.874          | 46,42%           | 1°               | Segundo Turno    | [ 20 ]    |        |
| 2004 | Municipal de Santo André | Vice-prefeita | Santo André Continuando a Mudança (PT, PCB, PV, PCdoB) | PT      | João Avamileno (PT) | 2°      | 203.321          | 53,48%           | 1°               | Eleita           | [ 21 ]    |        |